# 秦大鈞
秦大鈞（？年—？年），江蘇無錫人，中國教育家、航空專家。。
1920年考入南京高等師範學校數理化部，1924年畢業於國立東南大學數學系。後留學法國國立高等航空工程專門學校（特許航空工程師），1934年留學德國阿亨科技大學航空工程研究所獲（工程學博士）。曾任位於成都的中國航空研究院院長。
來台後任空軍航空研究院長及國立台灣大學機械工程系主任。秦院長以兼具數理及航空的背景。1952年任臺灣省立工學院院長。1956年，工學院改制為大學，出任成功大學首任校長，兼文理學院院長。在任內即推動與普渡大學的合作計畫對成大（工學院各系與後來物理系）的發展影響深遠。卸職後曾於美國大學講學。著作有 《航空動力學概論》等。